# Jardim de Piranhas
Jardim de Piranhas là một đô thị thuộc bang Rio Grande do Norte, Brasil. Đô thị này có diện tích 330,533 km², dân số năm 2007 là 13500 người, mật độ 40,8 người/km².